# Premio Femina
El premio Femina es un premio literario francés, creado en 1904 por 22 colaboradoras de La Vie heureuse y apoyado también por la revista Femina. Dirigido por la poetisa Anna de Noailles, nació en contraposición al Premio Goncourt que consagraba, de facto, a hombres. El galardón lo otorga a una obra en francés, escrita en prosa o verso, un jurado exclusivamente femenino el primer miércoles de noviembre de cada año en el hotel Crillon en París. La primera galardonada fue Myriam Harry (Maria Rosette Shapira) tras haberle sido denegado el premio Goncourt precisamente por ser mujer.

## Historia
En sus comienzos el premio se llamó Vie heurese (Vida Feliz), como la revista que editaba Hachette, y fue fallado por primera vez el 4 de diciembre de 1904 por un jurado compuesto de 20 mujeres, el doble que el número de hombres del jurado del Goncourt. Ahora el jurado está compuesto por 12 mujeres.
En los años 1920 cambió su nombre a premio Femina, por el de la revista creada por Pierre Lafitte. Como surgió un competición entre el Goncourt y el Femina por anunciar primero el fallo del jurado, finalmente, en 2000, ambos llegaron a un acuerdo para ir alternando, en principio, el jurado que falla antes que otro el galardón.
En 1985 se creó el premio Femina Extranjero, recibido en tres ocasiones por escritores españoles: Javier Marías en 1996 por Mañana en la batalla piensa en mí, Antonio Muñoz Molina en 1998 por Plenilunio y en 2019 Manuel Vilas por Ordesa.

## Ganadores
- 1904 : Myriam Harry, por La Conquête de Jérusalem
- 1905 : Romain Rolland, por Jean-Christophe
- 1906 : André Corthis, por Gemmes et moires
- 1907 : Colette Yver, por Princesses de science
- 1908 : Édouard Estaunié, por La Vie secrète
- 1909 : Edmond Jaloux, por Le Reste est silence
- 1910 : Marguerite Audoux, por Marie-Claire
- 1911 : Louis de Robert, por Le Roman du malade
- 1912 : Jacques Morel, por Feuilles mortes
- 1913 : Camille Marbo, por La Statue voilée

Premio no otorgado en 1914, 1915 y 1916
- 1917 : René Milan, por L'Odyssée d'un transport torpillé
- 1918 : Henri Bachelin, por Le Serviteur
- 1919 : Roland Dorgelès, por Les Croix de bois
- 1920 : Edmond Gojon, por Le Jardin des Dieux
- 1921 : Raymond Escholier, por Cantegril
- 1922 : Jacques de Lacretelle, por Silbermann
- 1923 : Jeanne Galzy, por Les Allongés
- 1924 : Charles Derennes, por Le Bestiaire sentimental
- 1925 : Joseph Delteil, por Jeanne d'Arc
- 1926 : Charles Silvestre, por Prodige du cœur
- 1927 : Marie Le Franc, por Grand-Louis l'innocent
- 1928 : Dominique Dunois, por Georgette Garou
- 1929 : Georges Bernanos, por La Joie
- 1930 : Marc Chadourne, por Cécile de la Folie
- 1931 : Antoine de Saint-Exupéry, por Vuelo nocturno
- 1932 : Ramon Fernandez, por Le Pari
- 1933 : Geneviève Fauconnier, por Claude
- 1934 : Robert Francis, por Le Bateau-refuge
- 1935 : Claude Silve, por Bénédiction
- 1936 : Louise Hervieu, por Sangs
- 1937 : Raymonde Vincent, por Campagne
- 1938 : Félix de Chazournes, por Caroline ou le Départ pour les îles
- 1939 : Paul Vialar, por La Rose de la mer

Premio no otorgado en 1940, 1941, 1942 y 1943.
- 1944 : Premio otorgado a Éditions de Minuit
- 1945 : Anne-Marie Monnet, por Le Chemin du soleil
- 1946 : Michel Robida, por Le Temps de la longue patience
- 1947 : Gabrielle Roy, por Bonheur d'occasion
- 1948 : Emmanuel Roblès, por Les Hauteurs de la ville
- 1949 : Maria Le Hardouin, por La Dame de cœur
- 1950 : Serge Groussard, por La Femme sans passé
- 1951 : Anne de Tourville, por Jabadao
- 1952 : Dominique Rolin, por Le Souffle
- 1953 : Zoé Oldenbourg, por La Pierre angulaire
- 1954 : Gabriel Véraldi, por La Machine humaine
- 1955 : André Dhôtel, por Le Pays où l'on arrive jamais
- 1956 : François-Régis Bastide, por Les Adieux
- 1957 : Christian Megret, por Le Carrefour des solitudes
- 1958 : Françoise Mallet-Joris, por L'Empire céleste
- 1959 : Bernard Privat, por Au pied du mur
- 1960 : Louise Bellocq, por La Porte retombée
- 1961 : Henri Thomas, por Le Promontoire
- 1962 : Yves Berger, por Le Sud
- 1963 : Roger Vrigny, por La Nuit de Mougins
- 1964 : Jean Blanzat, por Le Faussaire
- 1965 : Robert Pinget, por Quelqu'un
- 1966 : Irène Monesi, por Nature morte devant la fenêtre
- 1967 : Claire Etcherelli, por Élise ou la Vraie Vie
- 1968 : Marguerite Yourcenar, por Obra negra
- 1969 : Jorge Semprún, por La segunda muerte de Ramón Mercader
- 1970 : François Nourissier, por La Crève
- 1971 : Angelo Rinaldi, por La Maison des Atlantes
- 1972 : Roger Grenier, por Ciné-roman
- 1973 : Michel Dard, por Juan Maldonne
- 1974 : René-Victor Pilhes, por L'Imprécateur
- 1975 : Claude Faraggi, por Le Maître d'heure
- 1976 : Marie-Louise Haumont, por Le Trajet
- 1977 : Régis Debray, por La Neige brûle
- 1978 : François Sonkin, por Un amour de père
- 1979 : Pierre Moinot, por Le Guetteur d'ombre
- 1980 : Jocelyne François, por Joue-nous España
- 1981 : Catherine Hermary-Vieille, por Le Grand Vizir de la nuit
- 1982 : Anne Hébert, por Les Fous de Bassan
- 1983 : Florence Delay, por Riche et légère
- 1984 : Bertrand Visage, por Tous les soleils
- 1985 : Héctor Bianciotti, por Sin la misericordia de Cristo
- 1986 : René Belletto, por L'Enfer
- 1987 : Alain Absire, por L'Égal à Dieu
- 1988 : Alexandre Jardin, por Le Zèbre
- 1989 : Sylvie Germain, por Jours de colère
- 1990 : Pierrette Fleutiaux, por Nous sommes éternels
- 1991 : Paula Jacques, por Déborah et les anges dissipés
- 1992 : Anne-Marie Garat, por Aden
- 1993 : Marc Lambron, por L'Œil du silence
- 1994 : Olivier Rolin, por Port-Soudan
- 1995 : Emmanuel Carrère, por La Classe de neige
- 1996 : Geneviève Brisac, por Week-end de chasse à la mère
- 1997 : Dominique Noguez, por Amour noir
- 1998 : François Cheng, por Le Dit de Tyanyi
- 1999 : Maryline Desbiolles, por Anchise
- 2000 : Camille Laurens, por Dans ces bras-là
- 2001 : Marie Ndiaye, por Rosie Carpe
- 2002 : Michael Barry, por Massoud
- 2002 : Chantal Thomas, por Les Adieux à la reine
- 2003 : Dai Sijie, por Le Complexe de Di
- 2004 : Jean-Paul Dubois, por Une vie française
- 2005 : Régis Jauffret, por Asiles de fous
- 2006 : Nancy Huston, por Lignes de faille
- 2007 : Éric Fottorino, por Baisers de cinéma
- 2008 : Jean-Louis Fournier, por Où on va, papa?
- 2009 : Gwenaëlle Aubry, por Personne
- 2010 : Patrick Lapeyre, por La vie est brève et le désir sans fin
- 2011 : Simon Liberati, por Jayne Mansfield 1967
- 2012 : Patrick Deville, por Peste et choléra[4]
- 2013 : Léonora Miano, por La Saison de l'ombre[5]
- 2014 : Yanick Lahens, por Bain de lune[6]
- 2015 : Christophe Boltanski, por La Cache[7]
- 2016 : Marcus Malte, por Le garçon
- 2017 : Philippe Jaenada, por La Serpe
- 2018 : Philippe Lançon, por Le Lambeau
- 2019 : Sylvain Proudhomme, por Par les routes
- 2020 : Serge Joncour, por Nature Humaine
- 2021 : Clara Dupont-Monod, por S'adapter